# Gaby King
Pour les articles homonymes, voir King.
Gaby King, de son vrai nom Gabriele Einhauser (née le 3 janvier 1945 à Bad Wiessee) est une chanteuse allemande.

## Biographie
Cinq mois après sa naissance, ses parents déménagent à Icking. À cinq ans, elle est modèle photographique. Son père, médecin, suit le conseil de la mère, esthéticienne puis physiothérapeute, une femme très stricte sur l'éducation de sa fille, de la laisser aller vers la musique et la place dans l'internat d'une école spécialisée. Plus tard elle s'inscrit dans une école d'art dramatique.
Comme elle ne peut pas écouter la radio au château de Reichersbeuern, elle passe tous les 14 jours, le week-end à la maison, à écouter les derniers succès. Secrètement l'adolescente noue des contacts dans l'industrie du divertissement. Le producteur Klaus Netzle fait un enregistrement de casting avec elle ; quand il entend Wolf Martis lors d'un concours de jeunes talents, il croit avoir trouvé le casting idéal pour un duo dans le style de Peter Kraus et Conny Froboess. Ils sortent leur premier disque sous le nom de Gaby und Wolfgang en 1958. Comme le couple va vers une relation amoureuse, la mère de Gaby empêche la poursuite de la coopération.
En avril 1959, la maison de disques Ariola, fondée un an plus tôt, avec le soutien du magazine féminin Freundin, cherche de jeunes talents. Gaby King remporte le concours organisée dans les studios de Geiselgasteig ; King est le nom de naissance de sa mère.
Elle fait plusieurs duos puis chante avec Christa Casper et Hermann "Tobby" Lüth puis fait une carrière solo jusqu'en 1962, qui lui vaut d'apparaître dans des films où elle reprend ses chansons. Le rôle qu'elle joue de modèle d'adolescente que lui destine l'industrie de la musique lui vaut également le succès en février 1960 lors de la tournée "Teenager-Party" à travers l'Allemagne et l'Autriche avec d'autres artistes. Au sommet de sa popularité, elle vend 380 000 singles et se classée neuvième des artistes des lecteurs de Bravo (de).
En 1961, elle obtient un engagement au théâtre de Brême pour le rôle de Rebecca dans Our Town de Thornton Wilder ; cependant l'industrie du divertissement s'éloigne alors d'elle.
En novembre 1963, la jeune fille épouse M. Kern, un homme d'affaires écossais douteux, qu'elle vient de rencontrer, sans le consentement de ses parents, et attire l'attention des journaux à scandale. Le couple divorce en mars 1964.
Plus tard elle devient actrice de doublage. Pendant dix ans, elle est animatrice de radio de sa propre émission sur Radio IN. Après cinq années passées à la télévision locale intv, elle devient animatrice en 1997 à 2003 de la société de télé-achat QVC.

## Discographie

### Singles
- 1958 : Ich möchte mit dir träumen / Teenager Melody (Gaby & Wolfgang)
- 1959 : Twenty Boy / Heiße Musik (avec Christa Casper)
- 1959 : Baby, komm tanz mit mir (Gaby King & Tobby) / Aber die Liebe war es doch nicht (Tobby solo)
- 1960 : Nur Charly schenkte mir Blumen / Kommst du mit mir auf meinen ersten Ball
- 1960 : Ein junger Kavalier / Vati ist der Beste
- 1961 : Charming Boy / Das Foto von Dir
- 1961 : Oh, wird das schön / Zehn Küsse
- 1962 : Mein Traumkavalier / Doch du bist es nicht

## Filmographie
- 1959 : Des filles pour le mambo-bar
- 1960 : Gauner-Serenade
- 1961 : Davon träumen alle Mädchen (interprète Zehn Küsse)
- 1961 : Was macht Papa denn in Italien? (interprète Oh, wird das schön)
- 1961 : Schlagerrevue 1962

## Source de la traduction
- (de) Cet article est partiellement ou en totalité issu de l’article de Wikipédia en allemand intitulé « Gaby King » (voir la liste des auteurs).